# Ждрал
Ждрал (лат. Grus grus) врста је птице која припада породици ждралова (лат. Gruidae). To је птица дужине од 96 до 119 центиметара, промера крила већег од 2 метра. Има дуге ноге и врат који је у лету испружен. Због сиве боје тела назива се и сиви ждрал. Крила су тамније боје. Одрасла птица на глави и врату има белу пругу, а на врху главе црвену мрљу.

## Морфолошке карактеристике
Ждрал је велика птица. Може бити дуга од 96 до 119 центиметара, са распоном крила од 180 до 222 центиметра. Тежине је од 4,5 до 6 килограма. Покривен је сивим перјем, док су му крила тамнија, као и глава, на којој се такође налази и бела штрафта. Такође, адултне јединке у фази парења имају наранџасто-браонкасту боју перја на леђима. Одрасле јединке на врху главе имају и црвену мрљу. Светложути кљун је дуг, али краћи од родиног. Веома вешто лети. На крају дугих, сивих ногу налазе се канџе. Реп му је црн и кратак. Мужјак и женка су веома слични, али су мужјаци мало крупнији.

## Станиште
Преферира велике, изоловане територије где му нико неће сметати. Међутим, навикао се на људе, тако да може да преживи и у култивисаним подручјима. Гнездећа станишта су мочваре и тресаве окружене четинарским шумама. Гнезда гради на земљи, сакривена у вегетацији. Храни се разноврсном храном биљног порекла и ситним животињама. Угрожен је нестанком станишта, али и убијањем (посебно приликом сеобе, на Блиском истоку и у земљама Медитерана), као и тровањем пестицидима.

## Распрострањење и миграција
Ждрал насељава северне делове Европе, умерену и северну Азију. Селица је која зиму проводи у Африци и на Медитерану. Приликом сеобе велики број примерака задржава се на устаљеним одмаралиштима дуж миграторних путева (плитка језера, мочваре и слично), где птице углавном проводе ноћ, док се током дана хране по околним пољопривредним површинама и отвореним стаништима.
У прошлости ждрал је био гнездарица тресава Власинског језера, које су данас у великој мери уништене подизањем нивоа језера. Данас су ждралови у Србији редовно присутни у периоду сеобе, када се могу срести у свим деловима земље. Европски значајна миграторна станица ждралова је плитко и заслањено језеро Слано Копово код Новог Бечеја, на којем се током јесење сеобе на ноћењу окупља и до 20.000 јединки. Одатле ждралови мигрирају према југозападу, до крашких поља у Динарским планинама, одакле одлећу ка Италији и северној Африци. Поред Сланог Копова, ждралови се у нешто већем броју задржавају на још неколико слатинских подручја као што су Русанда, Окањ, пашњаци око Чоке, Мокрина и др, док се током дана хране на пољопривредним стаништима широм Војводине.
Одређени број ждралова сваке године презимљује у Србији.

## Статус заштите
Ждрал је заштићен према следећим законима и директивама:
- ИУЦН-ова Црвена листа угрожених животиња - категорија последња брига Least concern (LC)
- Директива о птицама ЕУ - Annex I;
- Птице од посебног значаја за заштиту у Европи:
- Конвенција о очувању европске дивље флоре и фауне и природних станишта -
- Правилник о проглашењу и заштити строго заштићених и заштићених дивљих врста биљака, животиња и гљива: Прилог I Строго заштићене дивље врсте биљака, животиња и гљива

## Галерија
- Ждралови
- Јато ждралова
- Ждрал
- Ждралови на миграцији
- Ждралови у језеру
- Велико јато ждралова
- Jaje